# Saint-Martin-des-Landes
Saint-Martin-des-Landes è un comune francese di 208 abitanti situato nel dipartimento dell'Orne nella regione della Normandia.

## Società

### Evoluzione demografica
Abitanti censiti